# اشتباكات محافظة دير الزور (أبريل 2018)
اشتباكات محافظة دير الزور هي اشتباكات حصلت بتاريخ 29 نيسان/أبريل من عام 2018 بين الحكومة السورية وقوات سوريا الديمقراطية في محافظة دير الزور.

## الخلفية
اندلعت التوترات بين الحكومة السورية وقوات سوريا الديمقراطية في الضفة الشرقية من نهر الفرات في محافظة دير الزور. بعد "معركة التحرير"؛ تمكنت قوات سوريا الديمقراطية من الاستيلاء على مدينة دير الزور ثم عادت للاستيلاء على أجزاء كبيرة من المنطقة عقب هجوم دير الزور ضد تنظيم الدولة الإسلامية (داعش) بمساعدة ودعم من قوة المهام المشتركة – عملية العزم الصلب. في 16 أيلول/سبتمبر 2017 قصفت الطائرات الحربية السورية والروسية مواقع لقوات سوريا الديمقراطية على الضفة الشرقية. ثم في 25 أيلول/سبتمبر عادت الطائرات الروسية والسورية لقصف قوات سوريا الديمقراطية في مكان قريب من حقل الغاز في كونوكو فيلبس. ما بين 7 شباط/فبراير و8 شباط/فبراير من عام 2018 اندلعت اشتباكات بين قوات سوريا الديمقراطية والحكومة السورية بالقرب من خشام مما دفع بالولايات المتحدة (مموِّلة وحليفة الفصائل الكردية في سوريا) إلى شنِّ غارات جوية على القوات الموالية للحكومة والتي قُتل فيها عدد من جنود بشار الأسد بالإضافة إلى بعض المقاتلين الروس الذين يعملون ضمن شركة عسكرية روسية تُعرف باسم مجموعة فاغنر.
اندعلت توترات جديدة بين مؤيدي الحكومة السورية وقوات سوريا الديمقراطية كما توترت العلاقة بين روسيا والولايات المتحدة خاصة بعد هجوم دوما الكيميائي وما تلاه من ضربات صاروخية ضد الحكومة السورية من قبل الولايات المتحدة جنبا إلى جنب مع فرنسا والمملكة المتحدة.
قبل أيام قليلة من الاشتباكات، انتشرت مزاعم تُفيد بأن قوات سوريا الديمقراطية كانت في طريقها إلى مكافحة ومحاربة داعش من خلال عمليات عسكرية بالتنسيق مع قوات التحالف بقيادة الولايات المتحدة بالقرب من الحدود بين العراق وسوريا في محافظة دير الزور. جذير بالذكر أن قوات سوريا الديمقراطية الكردية قد ادعت أنها أجلت هجومها على داعش في المنطقة بسبب معركة غصن الزيتون التي شنها الجيش التركي ضد الفصائل والوحدات الكردية في مدينة عفرين.

## الاشتباكات
في 29 نيسان/أبريل سيطرت القوات البرية العربية السورية على أربع قرى في شرق الفرات ضمن محافظة دير الزور. حسب المرصد السوري لحقوق الإنسان (ساهر) فإن تسع من القوات الموالية للحكومة السورية وستة من مقاتلي قوات سوريا الديمقراطية قد قُتلوا خلال الاشتباكات. وكان المتحدث باسم قوات سوريا الديمقراطية قد أكد على أن الاشتباكات كانت بهدف «دعم الإرهاب ومحاولة عرقلة الحرب ضد الإرهاب». بعد عدة ساعات ادعت قوات سوريا الديمقراطية مجددا أنها استعادت كل القرى التي فقدتها،  على الرغم من ذلك فإن ساهر قد ذكر أن ثلاثة فقط من القرى الأربع استُعيدت من قِبل قوات سوريا الديمقراطية. ادعت بعض المصادر المحلية أن التحالف الذي تقوده الولايات المتحدة قد هاجم طائرات القوات الموالية للحكومة بهدف دعم الأكراد وضمان عدم انهيارهم في المنطقة، إلا أن البنتاغون نفى كل هذا وذكر أن قوات التحالف أطلقت ضربات تحذيرية في الهواء ولم تُصب أيا من طائرات الحكومة السورية.